# Anaspis nigrina
Anaspis nigrina là một loài bọ cánh cứng trong họ Scraptiidae. Loài này được Csiki miêu tả khoa học năm 1915.